# Berek (album)
Berek – trzeci album zespołu jazzowego Mateusz Smoczyński Quintet, wydany 28 kwietnia 2017 przez Universal Music Polska (nr kat. 576 107 1). Płyta uzyskała nominację do Fryderyka 2018.

## Wykonawcy
- Mateusz Smoczyński - skrzypce, skrzypce barytonowe, kompozycje, produkcja muzyczna
- Konrad Zemler - gitara
- Jan Smoczyński - fortepian, kompozycje, produkcja muzyczna, realizacja dźwięku, miks, mastering
- Wojciech Pulcyn - kontrabas
- Michał Miśkiewicz - perkusja

| Nr  | Tytuł utworu            | Muzyka                                                                                | Długość |
| --- | ----------------------- | ------------------------------------------------------------------------------------- | ------- |
| 1.  | „Przebiórka”            | Jan Smoczyński                                                                        | 7:02    |
| 2.  | „Berek”                 | Mateusz Smoczyński                                                                    | 6:03    |
| 3.  | „Mleko i miód”          | Jan Smoczyński                                                                        | 6:14    |
| 4.  | „Otwarte E”             | Mateusz Smoczyński, Konrad Zemler, Jan Smoczyński, Wojciech Pulcyn, Michał Miśkiewicz | 2:13    |
| 5.  | „Pożegnanie z Teksasem” | Jan Smoczyński                                                                        | 7:50    |
| 6.  | „Odcinki” (Solo Piano)  | Jan Smoczyński                                                                        | 0:52    |
| 7.  | „Gdybyś tylko chciał”   | Jan Smoczyński                                                                        | 6:25    |
| 8.  | „Gruby kot”             | Mateusz Smoczyński                                                                    | 5:29    |
| 9.  | „Jakoś leci”            | Jan Smoczyński                                                                        | 6:06    |
| 10. | „Jazda”                 | Jan Smoczyński                                                                        | 7:57    |
| 11. | „Ballada dla M.”        | Mateusz Smoczyński                                                                    | 4:28    |
| 12. | „Empiria”               | Mateusz Smoczyński                                                                    | 4:37    |
| 13. | „Odcinki”               | Jan Smoczyński                                                                        | 2:08    |
|     |                         |                                                                                       | 1:07:24 |